# Lampedusa
A ilha de Lampedusa (em italiano:  Isola di Lampedusa; em siciliano: Isula di Lampidusa; em português, também existe a grafia Lampadosa) é uma ilha italiana do arquipélago das Ilhas Pelágias no Mar Mediterrâneo. Tem cerca de 6300 habitantes e uma área de 20,2 km², sendo a sexta por extensão das ilhas sicilianas. Administrativamente pertence ao comune de Lampedusa e Linosa (província de Agrigento). 
A população dedica-se fundamentalmente à agricultura (cereais, vinha) e à pesca (esponjas, anchovas e sardinhas).
A ilha é frequentemente local de desembarque de refugiados vindos do norte de África. Todos os meses, centenas de imigrantes desembarcam na ilha italiana que, de paraíso turístico, passou a ser foco de crise humanitária.  É que a ilha de Lampedusa se tornou um ponto importante para os refugiados, principalmente os vindo da África e das regiões de conflitos, alimentados pelo sonho de ter uma vida melhor na Europa, já que a Ilha faz parte do Europa e é bem próxima da África. Com isso, a Ilha de Lampedusa tornou-se uma espécie de ponte entre os continentes europeu e africano.